# انیران (کتاب)
انیران عنوان کتابی است نوشتهٔ سه نویسندهٔ ایرانی که در ۱۳۱۰ خورشیدی چاپ رسید. این کتاب سه داستان سایهٔ مغول از صادق هدایت، دیو! ... دیو! از بزرگ علوی (۱۳ بهمن ۱۲۸۲، تهران – ۲۸ بهمن ۱۳۷۵ برلین) ملقب به آقا بزرگ علوی نویسندهٔ واقع‌گرا، سیاست‌مدار چپ‌گرا، روزنامه‌نگار نوگرا و استاد زبان فارسی ایرانی) دربارهٔ حمله اعراب به ایران و شب بدمستی از شین پرتو را شامل می‌شود. این افراد از اعضای گروه ربعه بودند.
ابراهیم گلستان جنبهٔ سینمایی داستان هدایت را بسیار گیرا می‌داند.
این یکی از نمونه‌هایی است که هدایت در آن «بیماری‌های میهن مادری خود» را نه به درون آن بلکه به امراض خارجی - یونانی، عرب و مغول- که وی را با وجود بدن سالم و استوارش آلوده کردند نسبت می‌دهد.